# 레이 에벌
레이 에벌(Ray Eberle, 본명은 레이먼드 에벌(Raymond Eberle), 1919년 1월 19일 ~ 1979년 8월 25일)은 미국의 가수, 작사가, 악단 지휘자, 영화배우이다.

## 생애

### 데뷔
1938년 가수로 첫 데뷔하였고 1941년 미국 영화 《Sun Valley serenade》의 단역으로 영화배우 데뷔하였다.

### 사망
1979년 8월 25일 심장마비로 인하여 향년 60세로 사망하였다.

## 유명세
그는 보통적으로 대한민국 국내에서는 《At last》라는 아메리칸 올드 팝 곡의 오리지널 원곡 가수로 널리 알려져 있다.

## 가족 관계
미국의 가수 겸 영화배우 밥 에벌리(Bob Eberly)는 그의 형이다.